# Powiat de Kłobuck
Le powiat de Kłobuck (en polonais : powiat kłobucki) est un powiat appartenant à la voïvodie de Silésie dans le sud de la Pologne.

## Division administrative
Le powiat compte 9 communes :
- 2 communes urbaines-rurales : Kłobuck et Krzepice ;
- 7 communes rurales : Lipie, Miedźno, Opatów, Panki, Popów, Przystajń et Wręczyca Wielka.